# Chelsea Ashurst
Chelsea Louise Ashurst (Normanton, 1990. április 22. –) angol labdarúgó, kapus. A Sporting Huelva játékosa.

## Pályafutása

### A felnőtt csapatban
2008-ban játszhatta első felnőtt mérkőzését a Málaga CF színeiben, ami egyben első volt Spanyolországban is. Négy esztendőt töltött el az andalúziai városban, majd 2012-ben a Sporting Huelva csapatához igazolt. Új állomáshelyén egy év elég volt neki ahhoz, hogy meggyőzze a barcelonai megfigyelőket és vezetőket képességeiről.
A következő szezonra már a katalán fővárosba igazolt, azonban mint a csapat második számú hálóőre, nem sikerült beverekednie magát a gránátvörös-kékek keretébe és 2015-ben távozott a klubtól.
Korábbi csapata a Málaga CF ajánlatát fogadta el és négy szezonon keresztül szolgálta az andalúziai egyesületet.
2019. június 24-én visszatért korábbi csapatához és a Sporting Huelva kapusaként kezdte meg a 2019–2020-as bajnoki idényt.

## Sikerei
Spanyol bajnok (2):
- FC Barcelona (2): 2013–14, 2014–15

Spanyol kupagyőztes (1): 
- FC Barcelona (1): 2014